# Geangoești, Dâmbovița
Geangoești este un sat în comuna Dragomirești din județul Dâmbovița, Muntenia, România. Acestă comună a oferit importante resurse arheogice.
 Acest articol despre o localitate din județul Dâmbovița este deocamdată un ciot. Puteți ajuta Wikipedia prin completarea lui.